# Christoph Riner
 Christoph Riner, né le 12 juin 1977, est une personnalité politique suisse, membre de l'Union démocratique du centre (UDC).

## Parcours politique
Il est élu député du canton d'Argovie au Conseil national en octobre 2023.